# Jordbävningen i Niigata 1964
Jordbävningen i Niigata 1964 inträffade klockan 13:01 lokal tid (04:01 UTC) den 16 juni 1964. Epicentrum var vid kontinentalsockeln vid Honshus nordvästkust i Niigata prefektur, cirka 50 kilometer norr om Niigata. Jordbävningen ledde till likvifaktion i stora delar av staden.

## Geologi
Nordvästra sidan av Honshu ligger på Japanska havets sydöstra kant..

## Skador
3 534 hus förstördes, och över 11 000 skadades. Skadenivån kan förklaras av påverkan från förhållandena under marken. Stora delar av staden Niigata är byggda vid deltalandet från Shinano- och Agano-floderna, huvudsakligen bestående av okonsoliderad sand. Skakningarna ledde till att flera sandvulkaner skapades. 
Kartor över områden av sättningar och sandvulkaner konstaterades likna gamla kartor som visar de tidigare flodkanalernas position.
I ett område med lägenhetshus byggda på landområden återskapade av Shinonafloden, blev blocken lutande, och ett av dem välte.

### Showabron
Showabrons kollaps har analyserats i detalj. Ögonvittnen meddelar att kollapsen skall ha börjat 70 sekunder efter skalvet, vilket verkade tyda på att markrörelsen inte var ansvarig. Pålningens rörelser under brons pelare på grund av lateral spridning orsakad av kondensering, anses vara den främsta orsaken till  kollapsen.

## Karaktär

### Jordbävningen
Jordbävningen hade en magnitud av 7,6 på Momentmagnitudskalan, men det ganska stora djupet på 34 kilometer gjorde att intensiteten vid Honshus kust allmänt uppmättes till runt VIII (destruktiv) på Mercalliskalan på konsoliderad mark.

### Tsunami
Jordbävningen orsakade en tsunami med maximal våghöjd uppgående till 6 m längs med Honshukusten mellan Shioya och Nezugaseki.

### Fotnoter
1. ↑  Sato, H. (28 februari 2004). ”Late Cenozoic tectonic development of the back arc region of central northern Honshu, Japan, revealed by recent deep seismic profiling”. Journal of the Japanese Association for Petroleum Technology "69" (2):  ss. 145–154. ISSN 0370-9868. Arkiverad från originalet den 2 mars 2012. https://web.archive.org/web/20120302222953/http://sciencelinks.jp/j-east/article/200410/000020041004A0325576.php. Läst 10 juni 2010.
2. 1 2 3 4  Kawasumi, H. (1968). ”1. Introduction”. General Report on the Niigata Earthquake of 1964. Tokyo, Japan: Tokyo Electrical Engineering College Press. http://www.iris.edu/seismo/quakes/1964niigata/Kawasumi1968.pdf
3. 1 2  USGS. ”Historic Earthquakes - Niigata, Japan 1964 June 16 04:01 UTC Magnitude 7.5”. Arkiverad från originalet den 28 januari 2010. https://web.archive.org/web/20100128105443/http://earthquake.usgs.gov/earthquakes/world/events/1964_06_16.php. Läst 10 juni 2010.
4. 1 2  Yoshida, N. (28 februari 2007). ”Causes of Showa Bridge collapse in the 1964 Niigata earthquake based on eyewitness testimony”. Soils and Foundations "47" (6):  ss. 1075–1087. http://ci.nii.ac.jp/naid/110007327296/. Läst 10 juni 2010.
5. 1 2  Kazama, M.; Sento, S.; Uzuoka, R. (2008). ”Progressive damage simulation of foundation pile of the Showa Bridge caused by lateral spreading during the 1964 Niigata earthquake”. Geotechnical Engineering for Disaster Mitigation and Rehabilitation. Beijing & Berlin: Science Press and Springer-Verlag. sid. 170–176. http://books.google.co.uk/books?id=b7EfXtq5TT4C&pg=PA171&lpg=PA171&dq=%22Showa+bridge%22+niigata&source=bl&ots=iC1fnS1gUa&sig=-L8uny3PFpzv_tb7_-kJAIeZwHA&hl=en&ei=TEYRTIjKCJaG0QTMmLHZCA&sa=X&oi=book_result&ct=result&resnum=2&ved=0CBwQ6AEwAQ#v=onepage&q=%22Showa%20bridge%22%20niigata&f=false. Läst 10 juni 2010
6. ↑  Ruff, L. (28 februari 1983). ”The rupture process and asperity distribution of three great earthquakes from long-period diffracted P-waves”. Physics of the Earth and Planetary Interiors "31":  ss. 202–230. Arkiverad från originalet den 23 juli 2010. https://web.archive.org/web/20100723162825/http://www.gps.caltech.edu/uploads/File/People/kanamori/HKpepi83.pdf.
7. ↑  NGDC/NOAA. ”NOAA page on the tsunami”. http://www.ngdc.noaa.gov/nndc/struts/results?eq_0=4322&t=101650&s=18&d=99,91,95,93&nd=display. Läst 10 juni 2010.